# Bivacco Bonvecchio
Bivacco Cima Sassara – “Fratelli Bonvecchio” oder nur Bivacchio Bonvecchio ist eine Biwakschachtel im nördlichen Bereich der Brentagruppe im Trentino. Sie gehört der Società degli Alpinisti Tridentini (SAT) und verfügt über sechs Schlafplätze.

## Beschreibung
Die Biwakhütte liegt in der sogenannten Nordkette der Brenta etwa 300 m nördlich des Gipfels der Cima Sassara (2894 m) auf einer Höhe von 2790 m s.l.m. Sie befindet sich oberhalb des Hochkars Conca della Prigione mit Blick auf den Pulpito Secondo oder Frate (2678 m) und den Cimon della Pozza (2824 m). Gewidmet ist sie den beiden 1969 verunglückten Bergsteigern Emilio und Settimo Bonvecchio. Die im Auftrag der Region Trentino-Südtirol errichtete Hütte wurde 1972 der SAT zu ihrem hundertjährigen Bestehen übergeben. In der Nähe der mit Blech verkleideten Holzhütte befindet sich ein Altschneefeld und eine Quelle für die Wasserversorgung. Die Biwakhütte Bonvecchio ist ein wichtiger Stützpunkt auf der langen Querung der Nordkette zwischen der Peller- und der Graffer-Hütte. An ihr führt der Klettersteig „Claudio Costanzi“ vorbei.

## Zugänge
- Von der Malga Mondifrà, 1632 m ⊙ über Weg 334, 336 (Ferrata Claudio Costanzi) in 4½ Stunden

## Nachbarhütten und Übergänge
- Zum Bivacco Costanzi, 2365 m ⊙ auf Weg 336 (Ferrata Claudio Costanzi) in 3 Stunden
- Zum Rifugio Peller, 2022 m ⊙ auf Weg 336 (Ferrata Claudio Costanzi) in 6 Stunden
- Zum Rifugio Graffer, 2261 m ⊙ auf Weg 336 (Ferrata Claudio Costanzi) in 4½ Stunden